# Rinkabyholm
Rinkabyholm är en tätort i Kalmar kommun i Kalmar län, belägen cirka 9 km söder om Kalmar och 5 km norr om Ljungbyholm. Planer finns på att bygga ut Rinkabyholm till att bli en stadsdel till Kalmar som kommer att kallas Södra Staden.

## Befolkningsutveckling
| Befolkningsutvecklingen i Rinkabyholm 1960–2020 | Befolkningsutvecklingen i Rinkabyholm 1960–2020 | Befolkningsutvecklingen i Rinkabyholm 1960–2020 | Befolkningsutvecklingen i Rinkabyholm 1960–2020 | Befolkningsutvecklingen i Rinkabyholm 1960–2020 |
| ----------------------------------------------- | ----------------------------------------------- | ----------------------------------------------- | ----------------------------------------------- | ----------------------------------------------- |
|                                                 |                                                 |                                                 |                                                 |                                                 |
| År                                              |                                                 |                                                 | Folkmängd                                       | Areal (ha)                                      |
| 1960                                            | 1960                                            |                                                 | 1 015                                           |                                                 |
| 1965                                            | 1965                                            |                                                 | 1 238                                           |                                                 |
| 1970                                            | 1970                                            |                                                 | 1 489                                           |                                                 |
| 1975                                            | 1975                                            |                                                 | 1 500                                           |                                                 |
| 1980                                            | 1980                                            |                                                 | 1 411                                           |                                                 |
| 1990                                            | 1990                                            |                                                 | 1 398                                           | 119                                             |
| 1995                                            | 1995                                            |                                                 | 1 414                                           | 119                                             |
| 2000                                            | 2000                                            |                                                 | 1 523                                           | 119                                             |
| 2005                                            | 2005                                            |                                                 | 1 555                                           | 120                                             |
| 2010                                            | 2010                                            |                                                 | 1 607                                           | 121                                             |
| 2015                                            | 2015                                            |                                                 | 1 631                                           | 132                                             |
| 2020                                            | 2020                                            |                                                 | 1 659                                           | 130                                             |
|                                                 |                                                 |                                                 |                                                 |                                                 |

## Samhället
I Rinkabyholm finns en pizzeria, en liten skola (Rinkabyholmsskolan), en bensinstation, en fritidsgård, en mataffär, en frisör, hemtjänst, dagverksamhet för äldre och flera förskolor. 
Bebyggelsen är till största delen villor, men ett fåtal lägenheter finns också. Gamla E22:an delar orten, med Ekö och Dunö på ena sidan.